# Burlington (Virginia Occidental)
Burlington es un lugar designado por el censo ubicado en el condado de Mineral en el estado estadounidense de Virginia Occidental. En el Censo de 2010 tenía una población de 182 habitantes y una densidad poblacional de 57,32 personas por km².

## Geografía
Burlington se encuentra ubicado en las coordenadas 39°20′13″N 78°55′20″O / 39.33694, -78.92222. Según la Oficina del Censo de los Estados Unidos, Burlington tiene una superficie total de 3.18 km², de la cual 3.18 km² corresponden a tierra firme y (0%) 0 km² es agua.

## Demografía
Según el censo de 2010, había 182 personas residiendo en Burlington. La densidad de población era de 57,32 hab./km². De los 182 habitantes, Burlington estaba compuesto por el 98.9% blancos, el 1.1% eran afroamericanos, el 0% eran amerindios, el 0% eran asiáticos, el 0% eran isleños del Pacífico, el 0% eran de otras razas y el 0% pertenecían a dos o más razas. Del total de la población el 0% eran hispanos o latinos de cualquier raza.